# Сала, Сорайя
Сора́йя Са́ла (нем. Soraya Sala), урождённая — Гома́а (нем. Gomaa; 31 октября 1972, Швейцария) — швейцарская актриса

.

## Биография
Сорайя Сала, урождённая Гомаа, родилась 31 октября 1972 года в Швейцарии. Сорайя Гомма является потомком матери-итальянки и отца-египтянина. С 1994 по 1997 год, она обучалась актёрскому мастерству в Европейской киношколе в Цюрихе.
Её кинодебют состоялся в фильме «Полнолуние» в 1998 году, а в 1999 году она была названа одной из самых лучших кинозвёзд Европы. Всего сыграла более чем в 20-ти фильмах и телесериалах.

## Избранная фильмография
- 1998: Полнолуние
- 1999: Ваши лучшие годы
- 2000: Аззуро[англ.]
- 2000: Мрамор, камень и железо
- 2002: Рок
- 2002: Швейцарская любовь
- 2003: Вольфсбург
- 2006: Зорес
- 2016: Die Kinder der Villa Emma